# Ekstraliga polska w unihokeju kobiet 2020/2021
Ekstraliga polska w unihokeju kobiet 2020/2021 – 21. edycja najwyższych w hierarchii rozgrywek ligowych polskiego klubowego unihokeja w Polsce.
Tytułu broni zespół Interplastic Olimpia Osowa Gdańsk.
W sezonie 2020/2021 zwyciężył zespół Podhale Nowy Targ, w finale pokonując Jedynkę Trzebiatów, trzecie miejsca zajął zaś zespół Olimpia Osowa Gdańsk I.

## Uczestnicy rozgrywek
| L.p. | Zespół                                     | Uwagi          |
| ---- | ------------------------------------------ | -------------- |
| 1.   | PKS MOS Zbąszyń                            |                |
| 2.   | MMKS Podhale Nowy Targ                     |                |
| 3.   | SUS Travel Jedynka Trzebiatów              |                |
| 4.   | Interplastic Olimpia Osowa Gdańsk (I i II) | Obrońca tytułu |
| 5.   | PUKS Trzebinia                             |                |
| 6.   | UKS Bankówka Zielonka                      |                |
| 7.   | Gryf Rybarzowice                           |                |

## Tabela sezonu zasadniczego
Ostatnia aktualizacja: 2.06.2021
| Pozycja | Zespół                               | M  | W  | P  | RZ | RP | Bramki   | Pkt |
| ------- | ------------------------------------ | -- | -- | -- | -- | -- | -------- | --- |
| 1.      | MMKS Podhale Nowy Targ               | 14 | 12 | 1  | 1  | 0  | 125 - 35 | 38  |
| 2.      | SUS Travel Jedynka Trzebiatów        | 14 | 12 | 1  | 0  | 1  | 147 - 43 | 37  |
| 3.      | Interplastic Olimpia Osowa Gdańsk I  | 14 | 9  | 4  | 1  | 0  | 139 - 36 | 29  |
| 4.      | PUKS Trzebinia                       | 14 | 8  | 6  | 0  | 0  | 86 - 52  | 24  |
| 5.      | PKS MOS Zbąszyń                      | 14 | 7  | 6  | 0  | 1  | 83 - 51  | 22  |
| 6.      | Interplastic Olimpia Osowa Gdańsk II | 14 | 3  | 10 | 1  | 0  | 59 - 105 | 11  |
| 7.      | UKS Bankówka Zielonka                | 14 | 2  | 11 | 0  | 1  | 57 - 96  | 7   |
| 8.      | Gryf Rybarzowice                     | 14 | 0  | 14 | 0  | 0  | 13 - 291 | 0   |

## Final Four

### Półfinały
- MMKS Podhale 4 – 3 PUKS Trzebinia[1]
- Jedynka Trzebiatów 7 – 6 Olimpia Osowa Gdańsk[1]

### Mecz o 3. miejsce
- PUKS Trzebinia 2 – 6 Olimpia Osowa Gdańsk[1]

### Finał
- MMKS Podhale 5 – 4 Jedynka Trzebiatów[1]

## Punktacja kanadyjska
Ost.akt: 2.06.2021
| Lp. | Zawodnik                    | Drużyna                             | Punkt. kan. | Bramki | Asysty | Kary (min) | Ilość roz. spotkań |
| --- | --------------------------- | ----------------------------------- | ----------- | ------ | ------ | ---------- | ------------------ |
| 1.  | Hanna Samson                | Interplastic Olimpia Osowa Gdańsk I | 65          | 44     | 21     | 6          | 13                 |
| 2.  | Justyna Krzywak             | Jedynka Trzebiatów                  | 56          | 20     | 36     | 6          | 14                 |
| 3.  | Weronika Grądzka            | Interplastic Olimpia Osowa Gdańsk I | 50          | 20     | 30     | 0          | 12                 |
| 4.  | Agnieszka Timek-Dziadkowiec | Podhale Nowy Targ                   | 43          | 28     | 15     | 4          | 14                 |
| 5.  | Klaudia Szelzchen           | MOS Zbąszyń                         | 39          | 18     | 21     | 4          | 13                 |
| 6.  | Patrycja Hliwa              | Jedynka Trzebiatów                  | 33          | 24     | 9      | 10         | 14                 |
| 7.  | Jutrzenka Cirocka           | Jedynka Trzebiatów                  | 33          | 26     | 7      | 2          | 14                 |